# Лодыгино (Архангельская область)
Лодыгино — деревня в Каргопольском районе Архангельской области России. Входит в состав муниципального образования «Павловское».

## История
В «Списке населенных мест Российской империи», изданном в 1879 году, населённый пункт упомянут как деревня Лодыгина Каргопольского уезда (3-го стана), при колодцах, расположенная в 10 верстах от уездного города Каргополь. В деревне насчитывалось 8 дворов и проживало 40 человек (18 мужчин и 22 женщины). Функционировало волостное правление.

В 1905 году население Лодыгиной составляло 57 человек (29 мужчин и 28 женщин). Насчитывалось 12 дворов и 12 семей. Имелся скот: 14 лошадей, 17 коров и 28 голов прочего скота. В административно-территориальном отношении деревня входила в состав Большешальского общества Лодыгинской волости Каргопольского уезда.

## География
Деревня находится в юго-западной части Архангельской области, к востоку от реки Онега, к северу от озера Калистое, на расстоянии примерно 9 километров (по прямой) к востоку-северо-востоку (ENE) от города Каргополь, административного центра района.

### Часовой пояс
Лодыгино, как и вся Архангельская область, находится в часовой зоне МСК (московское время). Смещение применяемого времени относительно UTC составляет +3:00.

## Население
| 2002 | 2010 | 2012 |
| ---- | ---- | ---- |
| 18   | ↘16  | ↘12  |

Национальный состав
Согласно результатам переписи 2002 года, в национальной структуре населения русские составляли 86 %.